# Jerzy Jokiel
Jerzy Paweł Jokiel (Ruda Śląska, 9 agosto 1931 – Bochum, 7 ottobre 2020) è stato un ginnasta polacco.

## Palmarès

### Olimpiadi
- Argento a Helsinki 1952 nel corpo libero.